# HD50204
HD50204 — хімічно пекулярна зоря спектрального класу B9, що має видиму зоряну величину в смузі V приблизно  6,5.
Вона  розташована на відстані близько 825,7 світлових років від Сонця.

## Пекулярний хімічний вміст
Зоряна атмосфера HD50204 має підвищений вміст 
Si
.